# H. Stolleplantsoen
H. Stolleplantsoen is een stadspark met bijbehorende straat in Amsterdam-Noord. Het parkdeel is circa 370 meter lang en ruim 30 meter breed.

## H. Stolleplantsoen
Het plantsoen werd aangelegd in de jaren nul  en tien van de 21e eeuw en is vernoemd naar architect (en meubelontwerper) Hein Stolle. In dit wijkje in Elzenhagen zijn straten etc. vernoemd naar architecten die hebben meegewerkt aan de groei van Amsterdam-Noord in de jaren vijftig en zestig. Zij werden echter “te vroeg geboren” om de inrichting van deze buurt mee te werken, Wellicht heeft Stolle de planning nog meegemaakt want hij overleed in 2006. Het wijkje is ingericht naar een plattegrond van Soeters Van Eldonk architecten.
Eeuwenlang was dit agrarisch gebied, totdat de oprukkende bebouwing van Amsterdam daar een eind aan maakte. Een eerste teken daarvan van de aanleg van Noorderbergraafplaats vrijwel direct gevolg door de aanleg van het Volkstuincomplex Buikslotermeer, beide in de jaren dertig. De komst van de Rijksweg 10 (Ringweg-Noord) maakte een eind aan het uitzicht over landerijen en ook het volkstuinencomplex (jaren zestig). Toen de ringweg-noord in 1990 geopend werd was het gedaan met de rust. De ingesloten terreinen zoals Jeugdland (met Diopter) werden volgebouwd en zo ook deze wijk tussen de G.J. Scheurleerweg en Leeuwarderweg. De aanleg van de Noord/Zuidlijn maakte de urbanisatie compleet.
Het plantsoen ligt tegen het talud van de ringweg-noord aan en zorgt voor een geluidsdemping voor de woningen ten zuiden van het parkje. De woningen 2 tot en met 19 zijn ontworpen door Architectenbureau Ellerman Lucas van Vugt; de woningen 20 tot en met 35 (Waterland) door Cees Brandjes van Klous + Brandjes Architecten en de woningen aan het water (huisnummers 40 tot en met 60 door LEVS architecten (Jurriaan van Stigt).

## Alfred Tepepad
Door de groenstrook loopt een aantal voetpaden, die de naam Alfred Tepepad kregen. Ook dat pad is vernoemd naar een architect en wel naar Alfred Tepe. Hij was weliswaar veelal werkzaam buiten Amsterdam, maar is in Amsterdam-Noord verantwoordelijk voor het ontwerp van het rijksmonument Sint-Augustinuskerk in Nieuwendam, dat toen nog een zelfstandige gemeente was.

## Afbeeldingen

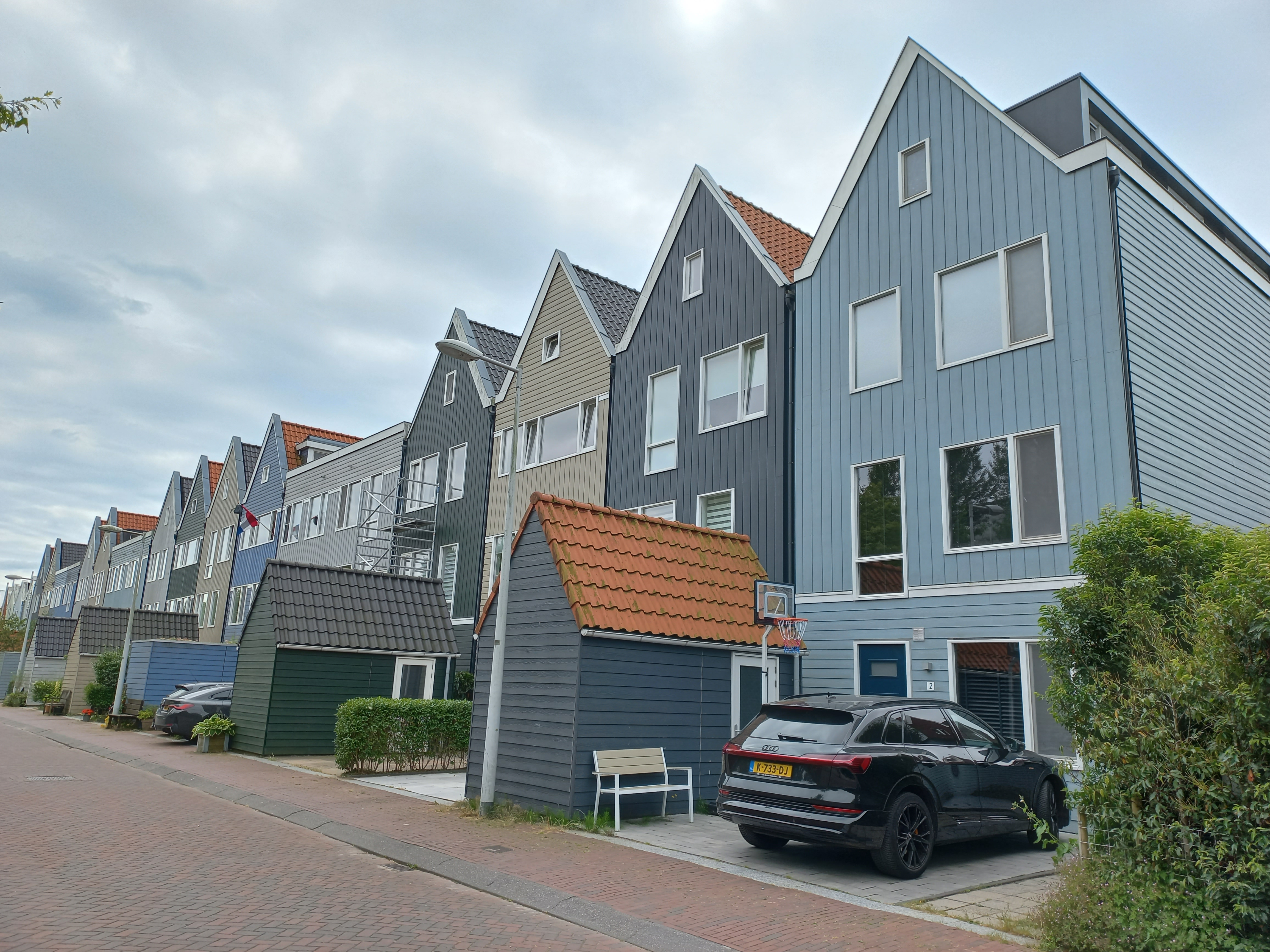
H. Stolleplantsoen 2-19 (juni 2024)
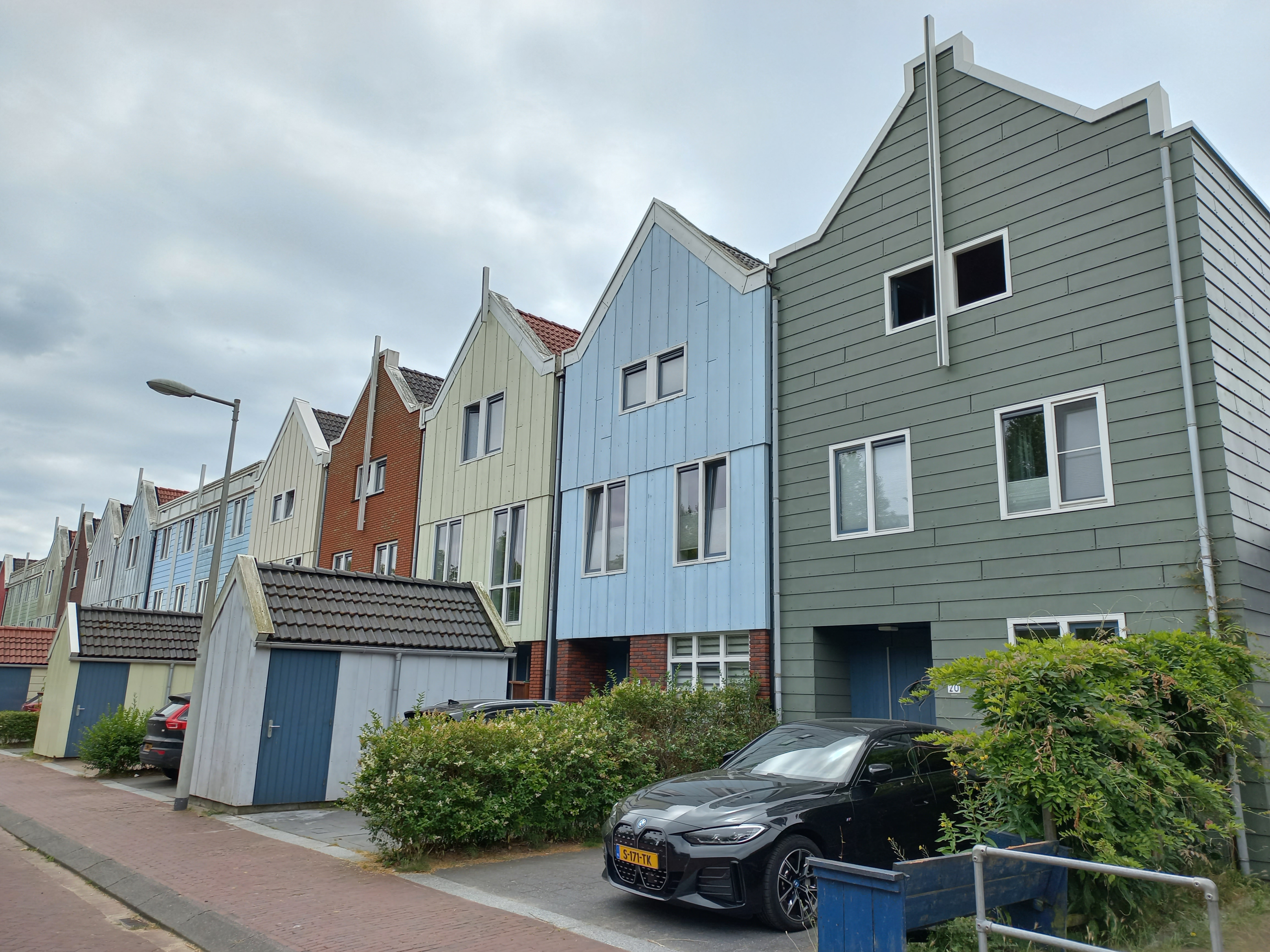
H. Stolleplantsoen 20-35 (juni 2024)
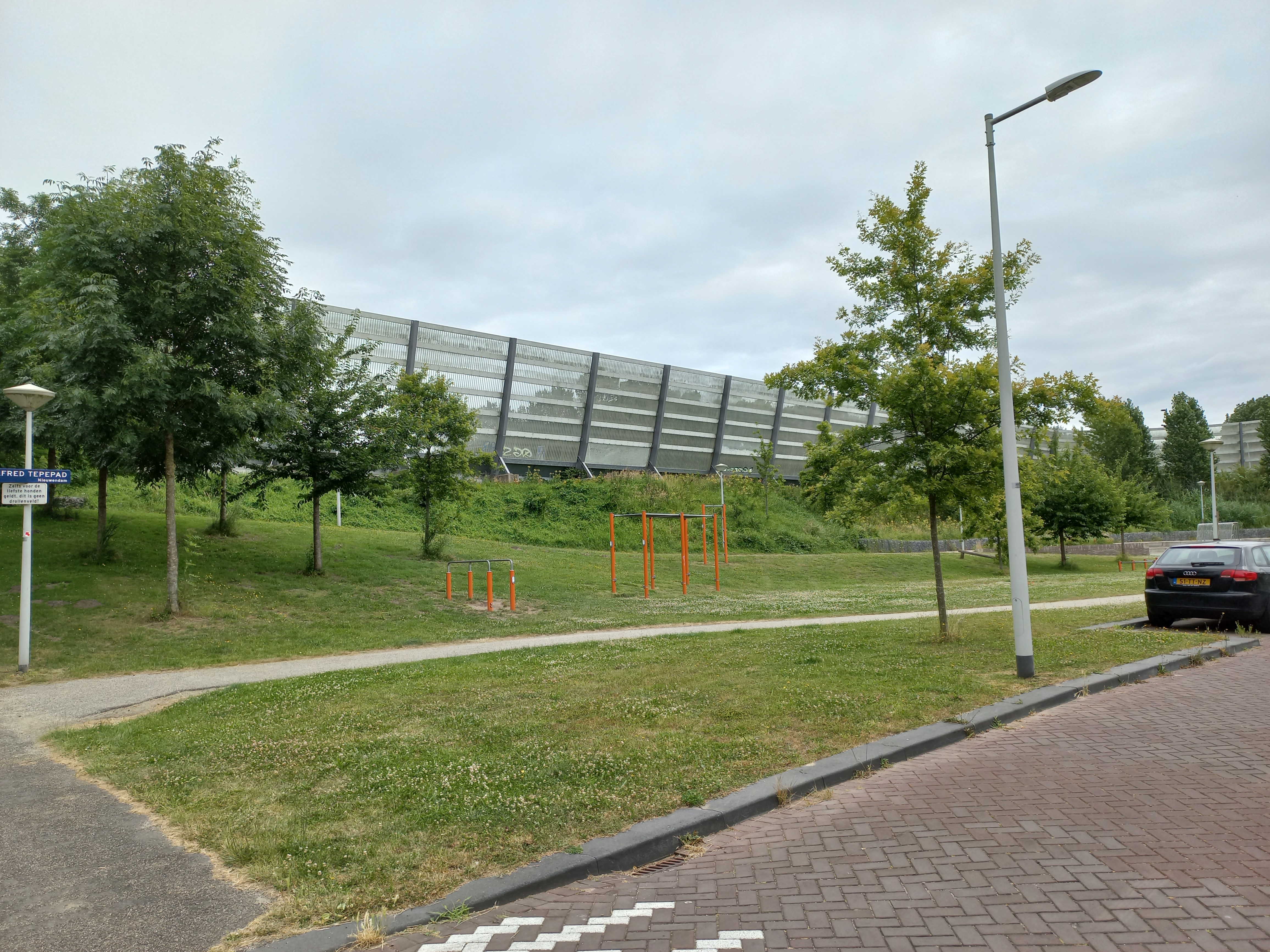
Alfred Tepepad met daarachter Ringweg-Noord (juni 2024)